# Radomír Hrubý
Radomír Hrubý (* 24. října 1962) je bývalý český fotbalista. Po skončení aktivní kariéry působí jako trenér na regionální úrovni.

## Fotbalová kariéra
V československé lize hrál za Spartak Hradec Králové. V československé lize nastoupil v 10 utkáních.

## Ligová bilance
| Ročník                                   | Zápasy | Góly | Klub                   |
| ---------------------------------------- | ------ | ---- | ---------------------- |
| 1. československá fotbalová liga 1987/88 | 6      | 0    | Spartak Hradec Králové |
| 1. československá fotbalová liga 1988/89 | 4      | 0    | Spartak Hradec Králové |
| CELKEM                                   | 10     | 0    |                        |